# Wereldkampioenschappen badminton junioren 2007
De 9e editie van de Wereldkampioenschappen badminton junioren werden in 2007 georganiseerd door de Nieuw-Zeelandse stad Auckland.

## Individuele wedstrijd

### Medaillewinnaars
| Onderdeel      | 1e plaats                      | 2e plaats                     | 3e plaats                         |
| -------------- | ------------------------------ | ----------------------------- | --------------------------------- |
| Jongens enkel  | Chen Long                      | Kenichi Tago                  | Gao Huan                          |
| Jongens enkel  | Chen Long                      | Kenichi Tago                  | Chi Yuan Lu                       |
| Meisjes enkel  | Wang Lin                       | Bae Youn-joo                  | Gu Juan                           |
| Meisjes enkel  | Wang Lin                       | Bae Youn-joo                  | Liu Xin                           |
| Jongens dubbel | Chung Eui-seok Shin Baek-cheol | Li Tian Chai Biao             | Jien Guo Ong Goh Wei Shem         |
| Jongens dubbel | Chung Eui-seok Shin Baek-cheol | Li Tian Chai Biao             | Lim Khim Wah Mak Hee Chun         |
| Meisjes dubbel | Xie Jing Zhong Qianxin         | Yoo Hyun-young Jung Kyung-eun | Ching Yung Tien Kai Hsin Chiang   |
| Meisjes dubbel | Xie Jing Zhong Qianxin         | Yoo Hyun-young Jung Kyung-eun | Ng Hui Lin Goh Liu Ying           |
| Gemengd dubbel | Lim Khim Wah Ng Hui Lin        | Chris Adcock Gabrielle White  | Shin Baek-cheol Yoo Hyun-young    |
| Gemengd dubbel | Lim Khim Wah Ng Hui Lin        | Chris Adcock Gabrielle White  | Afiat Yuris Wirawan Debby Susanto |

## Teamwedstrijd
| Einduitslag: |            |     |                  |     |                |     |             |
| Nr.          | Land       | Nr. | Land             | Nr. | Land           | Nr. | Land        |
| Goud         | China      | 9.  | Engeland         | 17. | Rusland        | 25. | Puerto Rico |
| Zilver       | Zuid-Korea | 10. | Schotland        | 18. | Vietnam        |     |             |
| Brons        | Singapore  | 11. | Bulgarije        | 19. | Australië      |     |             |
| 4.           | Maleisië   | 12. | Nieuw-Zeeland    | 20. | Tsjechië       |     |             |
| 5.           | Japan      | 13. | Nederland        | 21. | Chinees Taipei |     |             |
| 6.           | Indonesië  | 14. | Hong Kong        | 22. | Filipijnen     |     |             |
| 7.           | Thailand   | 15. | Turkije          | 23. | Zuid-Afrika    |     |             |
| 8.           | India      | 16. | Verenigde Staten | 24. | Duitsland      |     |             |

## Medailleklassement
|    | Land           | Goud | Zilver | Brons | Totaal |
| -- | -------------- | ---- | ------ | ----- | ------ |
| 1. | China          | 4    | 1      | 2     | 7      |
| 2. | Zuid-Korea     | 1    | 3      | 1     | 5      |
| 3. | Maleisië       | 1    | 0      | 3     | 4      |
| 4. | Japan          | 0    | 1      | 0     | 1      |
| 4. | Engeland       | 0    | 1      | 0     | 1      |
| 6. | Singapore      | 0    | 0      | 2     | 2      |
| 6. | Chinees Taipei | 0    | 0      | 2     | 2      |
| 8. | Indonesië      | 0    | 0      | 1     | 1      |